# 神戸市立六甲小学校
神戸市立六甲小学校（こうべしりつ ろっこうしょうがっこう）は、兵庫県神戸市灘区八幡町四丁目にある公立小学校。

## 沿革
- 1886年（明治19年）4月1日 - 梅仙寺に八幡小学校が開校。
- 1887年（明治20年）4月1日 - 八幡簡易小学校と改称。
- 1889年（明治22年）4月1日 - 市町村制公布により、六甲村立となる。
- 1892年（明治25年）4月1日 - 八幡尋常小学校と改称。
- 1892年（明治25年）7月1日 - 六甲尋常小学校と改称。
- 1893年（明治26年）1月5日 - 八幡常地免に校舎を新築する。
- 1896年（明治29年）4月1日 - 武庫郡六甲尋常小学校と改称。
- 1909年（明治42年）4月1日 - 高等科を新設。武庫郡六甲尋常高等小学校と改称。
- 1917年（大正6年） - 校旗制定。
- 1929年（昭和4年）4月1日 - 武庫郡六甲村の神戸市編入に伴い、神戸市立六甲尋常高等小学校と改称。
- 1932年（昭和7年） - 神戸市立成徳尋常高等小学校（現・神戸市立成徳小学校）を分離。高等科を廃止。
- 1938年（昭和13年）4月1日 - 神戸市立高羽尋常小学校（現・神戸市立高羽小学校）を分離。
- 1941年（昭和16年）4月1日 - 国民学校令により、神戸市立六甲国民学校に改称。
- 1942年（昭和17年）9月17日 - 集団疎開開始。
- 1945年（昭和20年）6月15日 - 神戸大空襲。校舎が焼夷弾を受け全焼。
- 1947年（昭和22年）1月21日 - 学校給食を開始。
- 1947年（昭和22年）4月1日 - 学制改革により、神戸市立六甲小学校に改称。
- 1962年（昭和37年）8月22日 - プール竣工。
- 1970年（昭和45年）4月1日 - 新設された神戸市立灘小学校へ校区の一部を分離。
- 1995年（平成7年）1月17日 - 阪神・淡路大震災発生。敷地を避難所とし、被災者2,800名を受け入れる。
- 1995年（平成7年）2月1日 - 自主登校再開。
- 1995年（平成7年）2月7日 - 緊急保護者会。
- 1995年（平成7年）2月17日 - 学校再開。低学年は六甲小学校で、高学年は灘小学校で授業を行う。
- 1995年（平成7年）4月8日 - 平常授業再開。寿公園に仮設校舎設置。
- 1995年（平成7年）8月20日 - 避難所解消。以後は旧避難所として継続（当時点で避難者320名）。
- 1995年（平成7年）12月29日 - 旧避難所解消。
- 1996年（平成8年）4月20日 - コンピュータールーム完成。
- 1996年（平成8年）5月26日 - 震災復興祈念「くすのき」植樹。
- 1998年（平成10年）1月14日 - 長野オリンピック聖火リレー到着式。
- 1999年（平成11年）3月6日 - ビオトープ完成式。
- 2004年（平成16年）11月15日 - ホームページ開設。
- 2005年（平成17年）11月5日 - 創立120周年音楽会。
- 2008年（平成20年）7月28日 -  都賀川水難事故（児童２名死亡）。
- 2015年（平成27年）10月3日 -  創立130周年記念運動会。
- 2015年（平成27年）11月14日 -  創立130周年記念音楽会。
- 2021年（令和3年）9月1日 -  砂場リニューアル。

## 学校行事
- 1学期
  - 4月
    - 着任式・始業式
    - 入学式
    - 全校授業参観
    - 家庭訪問

  - 5月
    - オープンスクール

  - 6月
    - 5年生自然学校
    - 水泳学習開始（予定）

  - 7月
    - 個別懇談会
    - 六甲造形展
    - 1学期終業式
    - 給食最終日

  - 8月夏季登校日
- 2学期
  - 9月
    - 始業式
    - 給食開始
    - 全校授業参観

  - 10月
    - 運動会

  - 11月
    - 児童音楽会
    - 音楽会
    - 6年修学旅行

  - 12月
    - 個別懇談会
    - 2学期終業式
    - 給食最終日
- 3学期
  - 1月
    - 始業式
    - 全校書初め会
    - 給食開始
    - 書初め展
    - 阪神淡路大震災祈念集会
    - 防災授業参観
    - 新入生オープンスクール

  - 2月
    - 授業参観

  - 3月
    - 給食最終日
    - 卒業式
    - 修了式
    - 離任式

## 校歌
- 作詞 - 白川 渥
- 作曲 - 朝比奈 隆

## 通学区域
- 神戸市灘区[1]
  - 神前町1～4丁目、篠原中町1～4丁目、篠原本町1～4丁目・5丁目（1～3番）、篠原南町1～4丁目・5丁目（1～7番）、将軍通1～4丁目、日尾町2～3丁目、宮山町3丁目、八幡町2～4丁目、山田町3丁目（2番）

卒業生は基本的に神戸市立長峰中学校に進学する。

## 周辺
- 六甲八幡神社
- 六甲寺

## 交通
- 六甲駅（阪急神戸本線）から南西へ300m
- 神戸市バス 90・92・100系統「神前町」より

## 通学区域が隣接している学校
- 神戸市立美野丘小学校
- 神戸市立高羽小学校
- 神戸市立灘小学校
- 神戸市立稗田小学校
- 神戸市立摩耶小学校

## 著名な卒業生
- 藤沢周平